# Diemen (stacja kolejowa)
Diemen – stacja kolejowa w Diemen, w prowincji Holandia Północna, w Holandii. Stacja została otwarta w 1974.
| Diemen                                |  |                       |
| Linia                                 |  |                       |
| Amsterdam Science Parkodległość: 3 km |  | Weesp odległość: 6 km |